# Highway 409
A Highway 409, também conhecida como Belfield Expressway, é uma via expressa llocalizada em Ontário, Canadá, conectando a Highway 401, em Toronto, com o Aeroporto Internacional de Toronto, em Mississauga, passando pela Highway 427. É uma rodovia provincial, diretamente administrada pela província de Ontário, com exceção do trecho a oeste da Highway 427, que é administrada pelo Greater Toronto Airports Authority.
A maior parte do tráfego da Highway 409 é proveniente de veículos vindos da Highway 401 (do leste) ou da Highway 427 (do norte), que não possuem acesso direto com o aeroporto. Como recebe boa parte do tráfego entre o aeroporto e o resto da região metropolitana de Toronto, a Highway 409 é uma das vias públicas mais movimentadas de Toronto, movimentando entre 60 a 100 mil veículos por dia. 